# Michael Ashcroft
Michael Anthony Ashcroft, Barão de Ashcroft, KCMG, (Chichester, West Sussex, 4 de março de 1946) é um empresário internacional, filantropo e político inglês. Tem dupla nacionalidade, britânica e belizeana, e tem ligações de cidadania com as Turks e Caicos. Desde 2000 que faz parte da Câmara dos Lordes no lado conservador. Na lista Sunday Times Rich List 2009, que reúne os mais ricos do Reino Unido, Ashcroft estava em 37º lugar, com uma fortuna estimada em 1.100 milhões de libras.

## Livros
- Special Forces Heroes: Extraordinary True Stories of Daring and Valour, Headline Review, 2009
- Victoria Cross Heroes, Headline Review, 2007
- Dirty politics Dirty times: My fight with Wapping and New Labour, MAA Publishing, 2005
- Smell the Coffee: A Wakeup Call for the Conservative Party, Politico's Media, 2005